# Orchon-Aimag
Koordinaten: 49° 0′ N, 104° 15′ O
Der Orchon-Aimag (mongolisch Орхон аймаг) ist ein Aimag (Provinz) der Mongolei, etwas nördlich des Zentrums gelegen.
Dieser Aimag wurde 1994 aus dem Bulgan-Aimag ausgegliedert, um mit der vormals als Bundesdistrikt verwalteten Hauptstadt Erdenet eine neue Einheit zu bilden.

## Administrative Gliederung

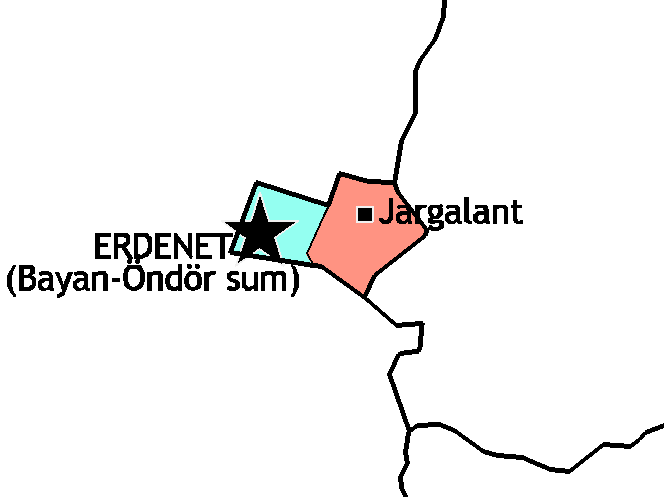
Die Sum des Orchon-Aimag (englische Schreibweise der Namen)

| Sum          | Mongolisch | Fläche km² | Bevölkerung (2004) | Bevölkerung (2006) | Bevölkerung (2008) | Dichte/km² |
| ------------ | ---------- | ---------- | ------------------ | ------------------ | ------------------ | ---------- |
| Bajan-Öndör  | Баян-Өндөр | 208,0      | 80.858             | 83.160             | 86.866             | 417,6      |
| Dschargalant | Жаргалант  | 635,6      | 2.733              | 3.125              | 3.009              | 4,7        |